# کارل افا
کارِل اِفا (چکی: Karel Effa; ۲۳ مهٔ ۱۹۲۲ – ۱۱ ژوئن ۱۹۹۳) بازیگر اهل کشور چکسلواکی بود که در حدود ۶۵ فیلم ظاهر شد
از فیلم‌ها یا برنامه‌های تلویزیونی که وی در آن نقش داشته‌است می‌توان به آدلا هنوز شام نخورده، وقتی گربه می‌آید، و شاهدخت سرفراز اشاره کرد.